# The Devil's Daughter
The Devil's Daughter er en amerikansk stumfilm fra 1915 af Frank Powell.

## Medvirkende
- Theda Bara som La Gioconda.
- Paul Doucet som Lucio Settala.
- Victor Benoit som Cosimo Daldo.
- Robert Wayne som Lorenzo Gaddi.
- Jane Lee som Beata.